# آتشگاه طوالش
محوطه آتشگاه طوالش مربوط به هزاره اول قم تا دوران‌های تاریخی پس از اسلام است و در شهرستان طوالش، بخش مرکزی، روستای مکش واقع شده و این اثر در تاریخ ۱۱ مهر ۱۳۸۳ با شمارهٔ ثبت ۱۱۱۴۳ به‌عنوان یکی از آثار ملی ایران به ثبت رسیده است.